# Teatro La Perla
El Teatro La Perla es un conocido teatro en la ciudad de Ponce, Puerto Rico. El nombre viene de La Perla del Sur, un apodo común que se le da a la ciudad.
El teatro fue diseñado por Juan Bertoli Calderoni, un italiano residente de la ciudad, en la década de 1860 y tiene una estructura neoclásica con una entrada de seis columnas. El edificio fue afectado grandemente en el terremoto de 1918. Sin embargo, fue reconstruido en el 1940 usando los planos originales y abierto nuevamente en el 1941 con una acústica mejorada.
El teatro tiene una capacidad de 1,047 personas y es usado constantemente para conciertos y obras.
El salón de recibimiento tiene un pequeño museo dedicado a la historia del edificio y espectáculos pasados.